# Gunung Pupanji
Gunung Pupanji är ett berg i Indonesien.   Det ligger i provinsen Aceh, i den västra delen av landet, 1 500 km nordväst om huvudstaden Jakarta. Toppen på Gunung Pupanji är 843 meter över havet, eller 121 meter över den omgivande terrängen. Bredden vid basen är 1,0 km.
Terrängen runt Gunung Pupanji är kuperad åt sydväst, men åt nordost är den bergig. Runt Gunung Pupanji är det ganska glesbefolkat, med 39 invånare per kvadratkilometer. I omgivningarna runt Gunung Pupanji växer i huvudsak städsegrön lövskog.